# Annie Baker

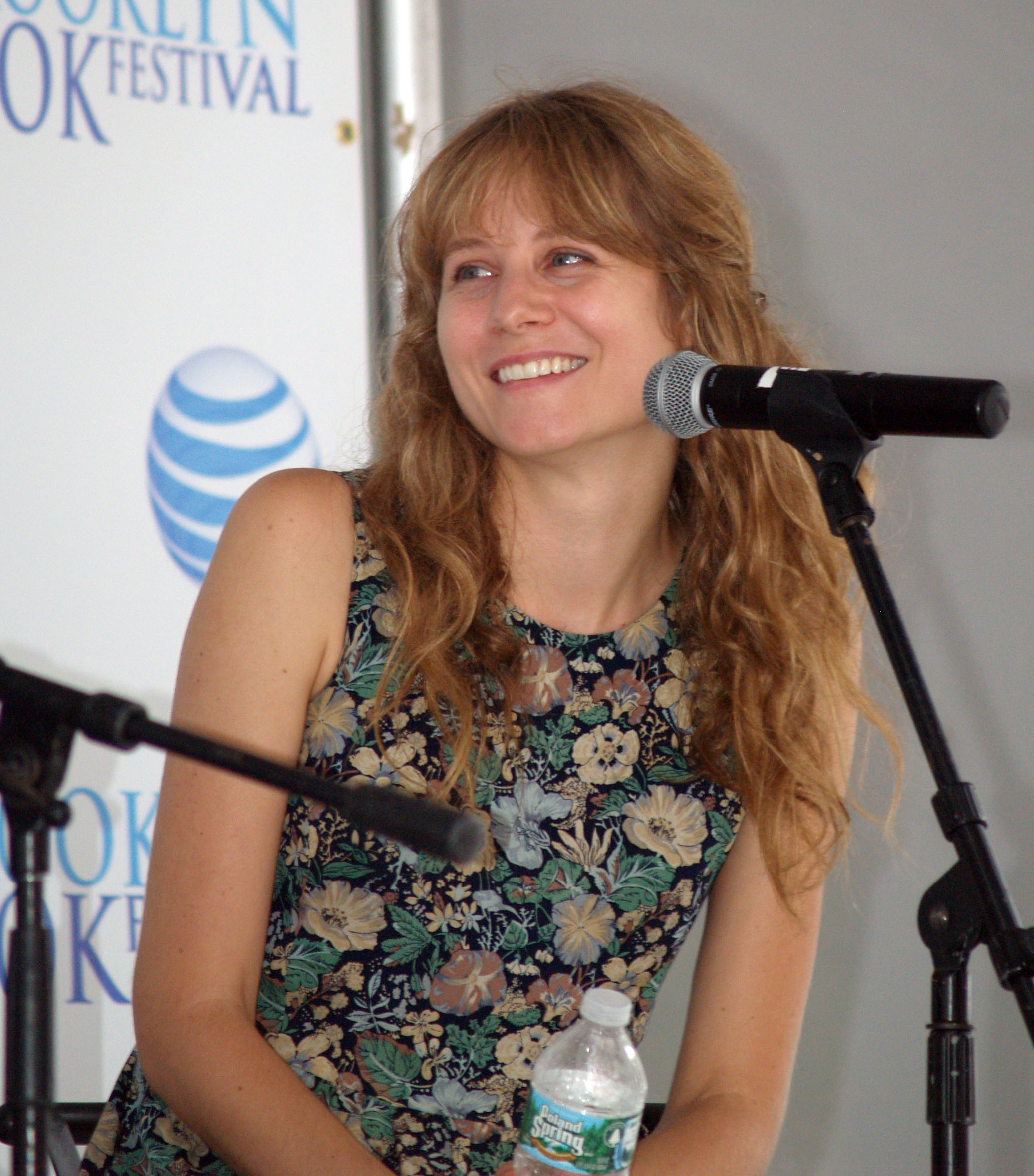
Annie Baker

Annie Baker (* April 1981 in Cambridge, Massachusetts) ist eine mit dem Pulitzer-Preis ausgezeichnete US-amerikanische Dramatikerin und Filmemacherin.

## Leben
Baker wuchs in Amherst, Massachusetts auf. Bakers Vater, Conn Nugent, war bei ihrer Geburt als Verwalter des Konsortiums Five Colleges tätig, ihre Mutter Linda Baker arbeitete an ihrer Promotion in psychologischer Beratung. Linda Baker arbeitete später als Psychotherapeutin und Professorin am Keene State College in New Hampshire. Bakers Eltern trennten sich als Baker sechs Jahre alt war. Baker hat einen älteren Bruder, Benjamin Nugent. Benjamin Nugent arbeitet als Autor. Zu seinen Veröffentlichungen zählen u. a. American Nerd: The Story of My People (2009) und der Roman Good Kids (2014).
Baker studierte an der New York University Szenisches Schreiben. Ihr Studium schloss sie 2003 mit einem Bachelor of Fine Arts ab.
Baker erhielt außerdem einen Master of Fine Arts des Brooklyn College of the City University of New York im Jahr 2009.
Baker ist mit Nico Baumbach, dem Bruder des Filmregisseurs Noah Baumbach, verheiratet. Ihre Schwägerin ist die Filmregisseurin und Drehbuchautorin Greta Gerwig. Mit ihrem Ehemann hat Baker ein Kind. Die Dramatikerin lebt und arbeitet in New York City.

## Karriere
2008 wurde ihr erstes Stück Body Awareness in New York uraufgeführt und für mehrere Preise nominiert. Für ihre Werke Circle Mirror Transformation und The Aliens wurden erhielt sie ebenfalls zahlreiche Literatur- und Theaterpreise. 2014 gewann ihr Theaterstück The Flick den Pulitzer-Preis für das beste Theaterstück. Für The Flick wurde Baker außerdem mit dem Obie Award 2013 und dem Susan Smith Blackburn Prize 2012-13 ausgezeichnet. 2017 wurde Baker ein MacArthur Fellowship zugesprochen.
Im Jahr 2023 gab sie ihr Regiedebüt mit dem Spielfilm Janet Planet. Der Film hatte seine Weltpremiere beim Telluride Film Festival in September 2023 und war im Oktober 2023 beim New York Film Festival Teil des Programms. Er wurde als Teil der Sektion Panorama bei der 74. Berlinale als internationale Premiere gezeigt.

## Werke

### Theater
- Body Awareness, Uraufführung: Atlantic Theater Company, Juni 2008
- Circle Mirror Transformation, Uraufführung: Playwrights Horizons, Oktober 2009
- The Aliens, Uraufführung: Rattlestick Playwrights Theater, (Off-Broadway) April 2010
- Nocturama (Lesung am 10. Mai 2010 im Manhattan Theatre Club)
- Uncle Vanya (Adaptation), Uraufführung: Soho Repertory Theatre, Juni 2012
- The Flick, Uraufführung: Playwrights Horizons, März 2013
- John, Uraufführung: Signature Theatre, Juli 2015
- The Antipodes, Uraufführung: Signature Theatre, April 2017

### Film
- 2014: Gefühlt Mitte Zwanzig (While We’re Young, Schauspiel)
- 2017: I Love Dick (Drehbuch bei Episode 5)[18]
- 2023: Janet Planet (Regie und Drehbuch)

## Auszeichnungen
Independent Spirit Award
- 2025: Nominierung für den Besten Debütfilm (Janet Planet)[19]

New York Film Critics Circle Award
- 2024: Auszeichnung als Bestes Erstlingswerk (Janet Planet)[20]